# لئونید سوبولف
لئونید سوبولف (روسی: Леонид Николаевич Соболев؛ ۹ ژوئن ۱۸۴۴ – ۱۳ اکتبر ۱۹۱۳) یک سیاست‌مدار اهل بلغارستان بود. 